# Чичерин, Николай Иванович
Никола́й Ива́нович Чиче́рин (1724— 9 декабря 1782) — генерал-аншеф и сенатор из рода Чичериных. В 1764-1777 гг. санкт-петербургский генерал-полицмейстер (глава города). Владелец дворца на углу Мойки и Невского проспекта (см. дом Чичерина). Младший брат генерал-поручика Д. И. Чичерина, отец генерал-лейтенанта В. Н. Чичерина.

## Биография
Сын подполковника Полтавского полка Ивана Лаврентьевича Чичерина; племянник петровского вельможи Кирилла Чичерина. В 1737 г. Николай Иванович начал службу, 13 марта 1757 года был произведён в подполковники при обсервационном корпусе и 1 февраля 1759 пожалован в полковники. В следующем 1760 г., 22 марта, назначен киевским обер-комендантом с производством в генерал-майоры.
В 1764 г. Чичерин был определён генерал-полицмейстером Петербурга. В это время правительством было обращено внимание на строительное дело в Петербурге; для правильного ведения его была образована Комиссия о петербургском строении, самым влиятельным лицом которой сделался генерал-полицеймейстер, назначенный в члены 14 августа 1764 года.
В 1766 г. Чичерин был произведён в генерал-поручики с назначением в сенаторы (указом от 29 июня). Имея полномочие от императрицы, открыл 30 декабря депутатские выборы в петербургские городские головы и депутаты от дворянства и, окончив с успехом это дело в столице, был командирован для того же в Москву. Произведён в генерал-аншефы 21 апреля 1773 года. Последний год службы омрачился страшным несчастьем: Нева, поднявшись более чем на 10 футов, залила низменные части столицы, причинила неисчислимые беды жителям и поглотила не одну тысячу людей.
Были приняты меры для оказания помощи пострадавшим при наводнении 21 сентября 1777 года и устранения его последствий; учреждены знаки и сигналы, подаваемые при наводнениях; составлен план города с обозначением мест, затопляемых при наводнениях. Несмотря на все эти меры, негодованию и огорчению Екатерины не было пределов. Приписывая всё нераспорядительности полиции, она призвала Чичерина к себе и сделала ему строгий выговор, обвиняя его в гибели невинных людей. 7 декабря 1777 он был уволен от должности генерал-полицмейстера.
Кроме того, за период нахождения Чичерина в должности: построены Верхнелебяжий и Каменный мосты; освящена лютеранская церковь Святой Екатерины; открыт первый Родильный госпиталь; появились доски с названиями улиц на немецком и русском языках; началась прокладка подземных труб для канализации; усилен контроль за содержанием городских кладбищ. За свои заслуги удостоен орденов св. Александра Невского и св. Анны.
Скончался от чахотки в декабре 1782 года и погребён в Лазаревской церкви Александро-Невской лавры, где покоится и прах его жены, Марии (Матроны) Александровны Зыбиной (1721—28.09.1776; умерла от чахотки). У них было трое сыновей: Александр (генерал-майор, предводитель калужского дворянства, муж Елизаветы Демидовой), Василий (генерал-лейтенант) и Дмитрий (нем от рождения).